# Lakedemon (mitologija)
Prema grčkoj mitologiji, Lakedemon (grčki Λακεδαίμων, Lakedaímōn) bio je kralj Lakonije te sin vrhovnog boga Zeusa i njegove ljubavnice, Plejade Tajgete. Lakedemonova je žena bila princeza Sparta, kći kralja Eurota. Sparta i Lakedemon bili su roditelji kralja Amikle od Sparte i kraljice Euridike od Arga. U ranijim mitovima, Tajgeta je povezana s božicom Artemidom.
Eurot je predao kraljevstvo Lakedemonu u nasljedstvo te je Lakedemon prozvao taj polis Sparta, po svojoj ženi, koja mu je bila i nećakinja.
Prema drugom mitu, Lakedemon je bio muž Tajgete te je njihov sin bio Himerus.
| Prethodnik: | Kralj Sparte | Nasljednik:      |
| Eurot       | Kralj Sparte | Amikla od Sparte |

## Pogledajte također
- Spartanski kraljevi